# Kosynier (czasopismo)
Kosynier – jedno z polskich tajnych czasopism, wydawane w Królestwie Kongresowym w roku 1862 (21 sierpnia – 26 września), w okresie poprzedzającym wybuch powstania styczniowego. Nazwa nawiązywała do kosynierów – ochotniczych formacji powstańczych uzbrojonych w kosy bojowe.

## Tło historyczne
Po upadku powstania listopadowego w Królestwie Kongresowym działał Komitet Cenzur, który rygorystycznie ograniczał jawny obieg informacji. Przygotowujące kolejne powstanie tajne koła patriotyczne tworzyły konspiracyjne drukarnie, w których powielano różnego rodzaju pisma, stosując różne techniki drukarskie, np. litografowanie rękopisów lub metody zecerskie. Reguły konspiracji wymagały zachowania w tajemnicy adresów redakcji i drukarni oraz nazwisk ludzi, którzy pełnili w nich funkcje redaktorów, zecerów, preserów, kolporterów. Sprawia to, że współcześni historycy z trudem docierają do informacji o ukazujących się wówczas wydawnictwach. Archiwalne zbiory „Prasa tajna 1861–1864” gromadzi i opracowuje zespół Biblioteki Narodowej w Warszawie, udostępniający na swoich stronach internetowych kopie zachowanych dokumentów, opatrzone komentarzami.

## Redakcja, druk, kolportaż
Redaktorami „Kosyniera” byli Władysław Anczyc, ps. „Kazimierz Góralczyk”, „W.A. Lassota” (1823–1883) – poeta, dramatopisarz, wydawca, działacz ludowy – i Michał Bałucki, ps. „Elpidon” (1837–1901) – polski komediopisarz i publicysta. Wydawali pismo z inicjatywy własnej, ale z aprobatą Komitetu Centralnego Narodowego.
Pismo było powielane metodą litografii pisma ręcznego (druk obustronny). Na pierwszej stronie każdego numeru, pod tytułem, znajduje się grafika przedstawiająca kosyniera, trzymającego kosę w lewej ręce i wznoszącego prawą w geście przysięgi, oraz umieszczone obok motto:

Hej czas zacząć już chłopacy, z serca zrzucić trwogę, a Bóg rzeknie Waszej pracy – Toć i ja pomogę.

„Kosyniera” rozprowadzano i czytano wśród członków warszawskiego tajnego Komitetu Miejskiego. Ukazywał się nieregularnie. Łącznie wydano cztery numery (czwarty jako Nr 4/5, 16 stron), przy czym stosowano ciągłą numerację stron. Numer 3 (strony 9–16) nie jest dostępny w zbiorach BN (prawdopodobnie nie zachował się). Pod tekstem zamieszczonym na ostatniej stronie ostatniego wydania (strona 32) znajduje się napis dalszy ciąg nastąpi – prawdopodobnie aresztowanie redaktorów uniemożliwiło kontynuację opowiadania.

## Treść
W „Kosynierze” drukowano popularne opowiadania o ludziach i walkach z lat 1794 i 1831 – czasach insurekcji kościuszkowskiej i powstania listopadowego. W opowiadaniach akcentowano udział ludu w walce o niepodległość (było adresowane głównie do chłopów).
| Numer  | Data             | Strony   | Treść | Źródło |
| Nr 1   | 21 sierpnia 1862 | s. 1–4   | Opowiadanie jest pisaną w pierwszej osobie relacją weterana walk w roku 1831. Po powrocie – po wielu latach (w roku 1862) – do rodzinnej wioski opowiada o swoich losach zgromadzonym w jego chacie rówieśnikom i młodzieży. Na wojnę wyruszył jako młody parobek i wstąpił do kosynierów. Służył pod dowództwem Józefa Dwernickiego – święty człowiek, sumienny, uczciwy i kochający swoją ojczyznę jak mało kto […], gdyby tak wszyscy byli jak on, pewnie od roku 1831 Polska nasza byłaby już wolną. Teraz, jako słaby kaleka, mówi do swoich słuchaczy: duszę pali chętka […] rozbudzić to życie w was, co było i jest zawsze we mnie, aby nie powiedzieli, że Kmiecie to są ludzie bez duszy […], że nie udolni poświęcić się, gdy idzie o uwolnienie z pod jarzma świętej nam Polskiej ojczyzny. | [ 3 ] [ 6 ] [ 7 ] [ 8 ]                                                                                        |
| Nr 2   | 26 sierpnia 1862 | s. 5–8   | Swoją opowieść wiarus rozpoczyna od opisu, w niewielu prostych słowach, okrucieństw Iwana Drewicza (bohatera anonimowej pieśni z czasów konfederacji barskiej), rzezi Pragi, dokonanej przez Suworowa. Opowiada o Tadeuszu Kościuszce, który wróciwszy z dalekich krajów przywdział sukmankę Krakowską. Wspominając o szewcu Janie Kilińskim, rzeźniku Sierakowskim, Bartłomieju Głowackim mówi: Dziarsko się wtenczas bili szlachta i kmiecie, ale kmieci było jeszcze za mało, nie mogła więc Polska pokonać swoich nieprzyjaciół. […] Gdyby wszyscy kmiecie którzy tylko zdolni udźwignąć kosę wystąpili do bojki, jak Bóg na niebie już dziś ani moskali ani Niemców na lekarstwo byśmy w Polsce nie znaleźli. Ponownie wspomina Generała Dwornickiego oraz Krakusów i Kosynierów, walczących pod Stoczkiem. Opowiadając o kolejnych latach wspomina okrucieństwa namiestnika Paszkiewicza (noc paskiewiczowska), kazania i los księdza Ściegiennego, walkę i śmierć Generała Sowińskiego oraz zdarzenia w czasie pogrzebu żony Generała. Na koniec, przerywając wątek wspomnień, informuje swoich słuchaczy (czytelników) o wydarzeniach najnowszych (zdarzeniach w dniu rozpoczęcia „opowieści”, 21 sierpnia 1862) – o powieszeniu na stokach Cytadeli trzech młodych męczenników walki o niepodległość – Ludwika Jaroszyńskiego i jego dwóch towarzyszy (Ludwik Ryll i Jan Rzońca). | [ 9 ] [ 10 ] [ 11 ] [ 12 ]                                                                                     |
| Nr 4/5 | 26 września 1862 | s. 17–32 | We wstępie przypominana jest treść opowiadania, które się nie zachowało (Nr 3): kiedy opowiadałem Wam o pierwszej swojej wojaczce i zakończyłem klątwą na wszystkich co nie kochają Ziemi Polskiej, co nie chcą poświęcić wszystkiego dla niej, choćby do ostatniej kropli krwi… […], przyrzekłem Wam opowiedzieć pogrzeb wdowy po Generale Sowińskim, którego Moskale porąbali pod wsią Wolą w roku 1931, za to że bronił Kościoła i naszej świętej Ojczyzny. Mówi dalej: Jakże moi Bracia nie kochać i nie bronić tej [...] naszej najdroższej nam wszystkim Matki, po czym opisuje otrzymane przez Polaków od Boga Dary natury, tradycyjną polską chatę i kultywowane w niej zwyczaje, m.in.: ...zasiadają przy ogniu kominkowym … i … rozpowiadają sobie jak to nie jeden Kmieć a ich blizki krewniak dawno a dawno temu był tęgi wojak, bił się ze Szwedami, Turkami, Niemcami, Moskalami, jak ocalił życie nie jednemu Panu... Rozwijając tę myśl opisuje przykłady z historii Polski, m.in.: – udział chłopów w bitwach Bolesława Krzywoustego (m.in. bitwę na Psim Polu), który …był dopiero dziewiątym Królem Polskim i pochodził z rodu Piastów, co był tak jak i my Kmieciem we wsi Kruszwica..., a w czasie bitwy został ocalony – z narażeniem życia – przez Kmiecia, Jana Topora, – historię wygnania Króla Władysława Łokietka i pomocy, jaką uzyskał ze strony Jana Gorącego i tysięcy innych Kmieci, którzy stawili się – z kosami, siekierami, widłami – na jego wezwanie; dzięki ich odwadze obcy król Wacław musiał ustąpić, – historię z czasów Króla Stefana Batorego (co ogniście prażył Moskali), w tym bohaterski czyn Mazura Wielocha, który zasłużył się w czasie ataku na Wielkie Łuki w roku 1586, – wydarzenia roku 1795, gdy Tadeusz Kościuszko poprowadził Kmieci z kosami pod Racławice, – wydarzenia roku 1807, gdy Generał Dąbrowski pobił Austriaków, odbierając im Lublin, Zamość i Sandomierz, – wydarzenia roku 1831, w tym historię o kosynierze Kacprze Koralu, który uratował swojego rannego oficera, zasługując nawet na podziw przeciwników. Na zakończenie wiarus opowiedział – zgodnie z obietnicą – historię pogrzebu zmarłej jesienią 1860 roku generałowej Sowińskiej, której po śmierci Generała car Mikołaj i Jan Paskiewicz nieskutecznie starali się zepsuć opinię. W pogrzebie, który stał się wielką patriotyczną demonstracją, uczestniczyło ok. 30 tys. ludzi. Około 800 młodych ludzi demonstrowało również na Woli, w miejscu śmierci Generała, głośno śpiewając na ulicach – po raz pierwszy od roku 1831 nie zważając na moskali – najśliczniejszą naszą piosenkę „Jeszcze Polska nie zginęła”. Dalszy ciąg nastąpi | [ 13 ] [ 14 ] [ 15 ] [ 16 ] [ 17 ] [ 18 ] [ 19 ] [ 20 ] [ 21 ] [ 22 ] [ 23 ] [ 24 ] [ 25 ] [ 26 ] [ 27 ] [ 5 ] |